# Ingrid Sertso
Ingrid Sertso (* 26. Februar 1944 in München) ist eine in Woodstock NY, USA lebende deutsche Jazzsängerin.

## Leben und Wirken
In den 1960er Jahren leitete sie ein eigenes Trio in Paris; sie trat auf mit Eric Dolphy, Don Cherry, Steve Lacy, Leo Wright und ihrem späteren Ehemann Karl Berger. 1972 zog sie in die Vereinigten Staaten, wo sie mit Ornette Coleman giggte und mit Don Cherry, Ed Blackwell, Lee Konitz, Sam Rivers, Jimmy Giuffre, Bob Moses, Dave Holland, Perry Robinson und Jumma Santos sang. 1975 und 1976 lehrte sie am Naropa Institute in Boulder (Colorado), anschließend am Banff Centre of Fine Arts in Calgary (Kanada), um dann mit Karl Berger das Creative Music Studio in Woodstock (New York) zu leiten. 
In den nächsten Jahren ging sie mit dem Woodstock Workshop Orchestra auf Europatournee, trat mit dem Music Universe Orchestra auf dem Kool Jazz Festival auf und arbeitete mit Musikern wie Steve Gorn, Dan Brubeck und Mike Richmond. 1984 konzertierte sie mit Babatunde Olatunji und Aïyb Dieng auf Westafrika. 1990 sang sie auf Don Cherrys Album Multi Kulti („Until the Rain Comes“). Im Weiteren arbeitete sie mit Pauline Oliveros (DreamHorseSpiel), Frank Luther, Anthony Cox, Leroy Jenkins, Linda Montano und Conjoint. Sie tritt weiterhin regelmäßig in Europa und an der amerikanischen Ostküste auf und gibt Workshops in Woodstock, wo sie auch ein Aufnahmestudio leitet.

## Diskographische Hinweise
- Karl Berger We Are You (Enja 1972)
- Ingrid Sertso & Karl Berger: Jazzdance (ITM 1987)
- Dance With It (Enja 1994, mit Paul Shigihara, Karl Berger, Tom Schmidt, Naná Vasconcelos sowie Don Cherry, Steve Gorn)
- On and On (2005, mit Karl Berger)
- What Do I Know (Konnex 2010, mit Karl Berger, Kenny Wessel, Bob Selcoe, Tom Schmidt, Steve Gorn sowie Naná Vasconcelos u. a. m.)
- Ingrid Sertso & Karl Berger: Musica Poetica (2021, mit Alvaro Domene, Michael Bisio, Harvey Sorgen)

## Lexigraphische Einträge
- Encyclopedia of Jazz Musicians